# 1986年ハンガリーグランプリ
1986年ハンガリーグランプリは、1986年F1世界選手権の第11戦として、1986年8月10日にハンガロリンクで開催された。東側諸国で開催された初のF1レースである。このレースではネルソン・ピケがアイルトン・セナを激しくドリフトしながら追い抜いたシーンがあった。

## 概要
ハンガロリンクはF1レースを開催するにあたり新設された。このコースでのF1は初開催となるため、木曜日に2時間のフリー走行が行われた。
予選ではロータスのセナがポールポジションを獲得したが、セナはルノーから最新のEF15Cエンジンの供給を受けながらも使わず、標準仕様のEF15Bエンジンを使用していた。
決勝日のウォームアップではマクラーレンのアラン・プロストとケケ・ロズベルグが1位と2位のタイムを記録したが、プロストのマシンはレース前にトラブルに見舞われスペアカーへの乗り換えを余儀なくされた。
セナはウォームアップでEF15Cエンジンのミスファイアに見舞われ、EF15Bエンジンでレースに臨むこととなった。EF15Cはセナとリジェのルネ・アルヌーだけに供給されていたが、アルヌーもウォームアップでエンジントラブルに見舞われ、こちらもEF15Bでレースに臨むこととなった。
レースはセナが序盤から逃げ、序盤でマンセルを抜いたピケが追走した。12周目にはピケがセナを抜いてトップに浮上した。
中盤にピケがタイヤ交換を行うと、2位につけていたセナが大きくペースを上げた。セナがタイヤ交換を済ませると、トップはセナのものとなっていた。
ピケはセナを激しく追いたてた。55周目の第1コーナーでピケはセナのイン側から前に出たが、コーナーではらんだためにセナに抜き返された。57周目、再度第1コーナーで今度はアウト側から仕掛けたピケは、セナの鼻先を押さえるようにドリフトし、カウンターステアを当てながらコーナーに進入した。
これでセナを追い越すことに成功したピケは充分なリードを得て勝利を獲得した。当初は78周が予定されていたが、76周終了時点でレース時間が2時間を超えたため、ここでレースは終了した。
"West"のスポンサーを得ていたザクスピードは、東側諸国で初開催となったこのレースに、ジョナサン・パーマーのマシンのロゴを「東」を意味する"East"と書き換えて参戦した（ヒューブ・ロテンガッターのマシンには"West"のまま）。

## 結果

### 予選
| 順位 | No. | ドライバー                 | コンストラクタ                 | 1回目    | 2回目    |
| ---- | --- | -------------------------- | ------------------------------ | -------- | -------- |
| 1    | 12  | アイルトン・セナ           | ロータス・ルノー               | 1'32.281 | 1'29.450 |
| 2    | 6   | ネルソン・ピケ             | ウィリアムズ・ホンダ           | 1'31.417 | 1'29.785 |
| 3    | 1   | アラン・プロスト           | マクラーレン・TAG              | 1'33.113 | 1'29.945 |
| 4    | 5   | ナイジェル・マンセル       | ウィリアムズ・ホンダ           | 1'30.516 | 1'30.072 |
| 5    | 2   | ケケ・ロズベルグ           | マクラーレン・TAG              | 1'34.146 | 1'30.628 |
| 6    | 16  | パトリック・タンベイ       | ローラ・フォード               | 1'34.187 | 1'31.715 |
| 7    | 28  | ステファン・ヨハンソン     | フェラーリ                     | 1'35.092 | 1'31.850 |
| 8    | 11  | ジョニー・ダンフリーズ     | ロータス・ルノー               | 1'36.108 | 1'31.886 |
| 9    | 25  | ルネ・アルヌー             | リジェ・ルノー                 | 1'36.552 | 1'31.970 |
| 10   | 15  | アラン・ジョーンズ         | ローラ・フォード               | 1'33.737 | 1'32.401 |
| 11   | 20  | ゲルハルト・ベルガー       | ベネトン・BMW                  | 1'32.886 | 1'32.491 |
| 12   | 26  | フィリップ・アリオー       | リジェ・ルノー                 | 1'35.129 | 1'32.575 |
| 13   | 19  | テオ・ファビ               | ベネトン・BMW                  | 1'35.265 | 1'32.707 |
| 14   | 7   | リカルド・パトレーゼ       | ブラバム・BMW                  | 1'35.337 | 1'32.956 |
| 15   | 27  | ミケーレ・アルボレート     | フェラーリ                     | 1'34.255 | 1'33.063 |
| 16   | 3   | マーティン・ブランドル     | ティレル・ルノー               | 1'34.725 | 1'33.368 |
| 17   | 24  | アレッサンドロ・ナニーニ   | ミナルディ・モトーリ・モデルニ | 1'36.266 | 1'33.656 |
| 18   | 4   | フィリップ・ストレイフ     | ティレル・ルノー               | 1'35.831 | 1'34.414 |
| 19   | 8   | デレック・ワーウィック     | ブラバム・BMW                  | 1'34.561 | 1'34.502 |
| 20   | 23  | アンドレア・デ・チェザリス | ミナルディ・モトーリ・モデルニ | 1'37.796 | 1'34.670 |
| 21   | 17  | クリスチャン・ダナー       | アロウズ・BMW                  | 1'36.540 | 1'35.294 |
| 22   | 18  | ティエリー・ブーツェン     | アロウズ・BMW                  | 1'37.260 | 1'35.392 |
| 23   | 21  | ピエルカルロ・ギンザーニ   | オゼッラ・アルファロメオ       | 1'39.564 | 1'36.232 |
| 24   | 14  | ジョナサン・パーマー       | ザクスピード                   | 1'37.937 | 1'36.485 |
| 25   | 29  | ヒューブ・ロテンガッター   | ザクスピード                   | 1'42.736 | 1'38.527 |
| 26   | 22  | アレン・バーグ             | オゼッラ・アルファロメオ       | 1'40.984 | -        |

### 決勝
| 順位     | No. | ドライバー                 | コンストラクタ                 | 周回 | タイム/リタイヤ    | グリッド | ポイント |
| -------- | --- | -------------------------- | ------------------------------ | ---- | ------------------ | -------- | -------- |
| 1        | 6   | ネルソン・ピケ             | ウィリアムズ・ホンダ           | 76   | 2:00'34.508        | 2        | 9        |
| 2        | 12  | アイルトン・セナ           | ロータス・ルノー               | 76   | +17.673            | 1        | 6        |
| 3        | 5   | ナイジェル・マンセル       | ウィリアムズ・ホンダ           | 75   | +1 Lap             | 4        | 4        |
| 4        | 28  | ステファン・ヨハンソン     | フェラーリ                     | 75   | +1 Lap             | 7        | 3        |
| 5        | 11  | ジョニー・ダンフリーズ     | ロータス・ルノー               | 74   | +2 Laps            | 8        | 2        |
| 6        | 3   | マーティン・ブランドル     | ティレル・ルノー               | 74   | +2 Laps            | 16       | 1        |
| 7        | 16  | パトリック・タンベイ       | ローラ・フォード               | 74   | +2 Laps            | 6        |          |
| 8        | 4   | フィリップ・ストレイフ     | ティレル・ルノー               | 74   | +2 Laps            | 18       |          |
| 9        | 26  | フィリップ・アリオー       | リジェ・ルノー                 | 73   | +3 Laps            | 12       |          |
| 10       | 14  | ジョナサン・パーマー       | ザクスピード                   | 70   | +6 Laps            | 24       |          |
| リタイヤ | 25  | ルネ・アルヌー             | リジェ・ルノー                 | 48   | エンジン           | 9        |          |
| リタイヤ | 15  | アラン・ジョーンズ         | ローラ・フォード               | 46   | ディファレンシャル | 10       |          |
| リタイヤ | 20  | ゲルハルト・ベルガー       | ベネトン・BMW                  | 44   | トランスミッション | 11       |          |
| リタイヤ | 18  | ティエリー・ブーツェン     | アロウズ・BMW                  | 40   | 電気系             | 22       |          |
| リタイヤ | 2   | ケケ・ロズベルグ           | マクラーレン・TAG              | 34   | サスペンション     | 5        |          |
| リタイヤ | 19  | テオ・ファビ               | ベネトン・BMW                  | 32   | トランスミッション | 13       |          |
| リタイヤ | 24  | アレッサンドロ・ナニーニ   | ミナルディ・モトーリ・モデルニ | 30   | エンジン           | 17       |          |
| リタイヤ | 27  | ミケーレ・アルボレート     | フェラーリ                     | 29   | アクシデント       | 15       |          |
| リタイヤ | 8   | デレック・ワーウィック     | ブラバム・BMW                  | 28   | アクシデント       | 19       |          |
| リタイヤ | 1   | アラン・プロスト           | マクラーレン・TAG              | 23   | アクシデント       | 3        |          |
| リタイヤ | 21  | ピエルカルロ・ギンザーニ   | オゼッラ・アルファロメオ       | 15   | サスペンション     | 23       |          |
| リタイヤ | 17  | クリスチャン・ダナー       | アロウズ・BMW                  | 7    | サスペンション     | 21       |          |
| リタイヤ | 7   | リカルド・パトレーゼ       | ブラバム・BMW                  | 5    | ギアボックス       | 14       |          |
| リタイヤ | 23  | アンドレア・デ・チェザリス | ミナルディ・モトーリ・モデルニ | 5    | エンジン           | 20       |          |
| リタイヤ | 29  | ヒューブ・ロテンガッター   | ザクスピード                   | 2    | ラジエター         | 25       |          |
| リタイヤ | 22  | アレン・バーグ             | オゼッラ・アルファロメオ       | 1    | ターボ             | 26       |          |

- 予選、決勝順位は、公式サイト および AUTOCOURSE 1986-1987[2] より。